# Entenbach (Rotenbach)
Der Entenbach ist ein fast drei Kilometer langer Bach in der Schrezheimer Stadtteilgemarkung von Ellwangen im Ostalbkreis im östlichen Baden-Württemberg, der im Dorf Rotenbach von rechts und Westen in den untersten Rotenbach mündet.

## Geographie

### Verlauf
Der Entenbach entspringt auf etwa 510 m ü. NHN am Nordostabfall der Schwarzjurakuppe von Hinter- und Vorderlengenberg  nur etwa 100 Meter östlich des nächsten Hauses des Weilers Hinterlengenberg (auf ca. 535 m ü. NHN) am Waldrand unterhalb. Von seiner Quelle an fließt er zuallererst nordöstlich den Berg abwärts und bald östlicher, er durchläuft dabei einen kleinen Teich am Südrand der Flurlichtung Schleich. Nach einem längeren Abschnitt wieder im Wald tritt er in die lange Wiesenaue Gabelweiher aus, die sich dem bewaldeten Ölbuck links und dem bewaldeten Gablenbuck rechts entlang erstreckt.
Gleich zu Anfang darin mündet von Südwesten her der ebenfalls an der Kuppe entspringende Sekretärbach, der zuvor die recht großen Sekretärweiher durchzogen hat. Weiter abwärts speist ihn von derselben Seite der Gabelbach, der in ähnlicher Lage entspringt wie der Sekretärbach und unmittelbar oberhalb eines durchstochenen Stauweiherdamms zuläuft. In den folgenden Langen Wiesen durchzieht der Entenbach ein kleines Wäldchen, während der linke Hang hier schon waldfrei ist.
Nach einem Stück in offener Flur erreicht er den Rand des Dorfes Rotenbach, in dem zuletzt noch von Westsüdwesten der Henkelbach zumündet.  Wenig später fließt er im Ort nur etwa 200 Meter oberhalb dessen eigener Mündung von rechts und Westen auf etwa 433 m ü. NHN in den Jagst-Zufluss Rotenbach.
Der Entenbach mündet etwa 78 Höhenmeter unterhalb seiner Quelle, auf seinem 2,8 km langen Weg hat er damit ein mittleres Sohlgefälle von etwa 28 ‰.

### Einzugsgebiet
Der Entenbach entwässert 2,7 km² im südlichen Teil der zum Naturraum der Schwäbisch-Fränkischen Waldberge rechnenden Ellwanger Berge.
Im überwiegenden Teil davon steht Keupergestein an, vom Mittelkeuper an aufwärts. Der Entenbach selbst und seine zwei ersten Zuflüsse entspringen an der Stufe zum überlagernden Schwarzjura, der den Höhenrückenr zwischen Hinter- und Vorderlengenberg bedeckt und hier als Schichtinsel vor den weiter im Süden flächenhaft anstehenden Schwarzjurahochflächen liegt. Etwas vor der Mündung liegen über dem Keuper auf dem linken und rechten Hang auch Goldshöfer Sande, viel jüngere quartäre Flussablagerungen aus der Zeit, als die Jagst vor ihrer Flussanzapfung im Zuge der rheinischen Erosion in zur heutigen noch umgekehrter, etwa dem Lauf des Rotenbachs entsprechender Fließrichtung zu Urbrenz und Donau entwässerte.
Der kleine Einzugsgebietsteil am Höhenrücken um Hinterlengenberg ganz im Westen wird beackert, östlich davon nimmt ein Waldgebiet seinen größten Teil ein, wobei allerdings bald eine Wiesenaue um den Bach offen liegt. Der anschließende, ebenfalls kleine Fluranteil vor dem Dorf Rotenbach besteht gemischt aus Äckern und Wiesen. Rotenbach ist der einzige Ort am Lauf, er liegt wie das gesamte Einzugsgebiet in der Schrezheimer Teilgemarkung der Stadt Ellwangen.
Jenseits der mit bis etwas über 540 m ü. NHN prominentesten Wasserscheide im Westen fließt der Frankenbach genannte  Oberlauf des Sizenbachs, der in die Jagst entwässert. An der Nordseite liegt Einzugsgebiet des Rotenbachs oberhalb des Entenbach-Zulaufs an; er konkurriert hier indirekt im Wesentlichen nur über den Kaltenbach und einen unbedeutenden rechten Auengraben. Hinter der dritten, südöstlichen Seite der Wasserscheide rechts vom Entenbach-Lauf führt überwiegend der Schrezheimer Bach den Abfluss zur Jagst.

### Zuflüsse und Seen
Liste der Zuflüsse und  Seen von der Quelle zur Mündung. Gewässerlänge, Seefläche, Einzugsgebiet und Höhe nach den entsprechenden Layern auf der Onlinekarte der LUBW. Andere Quellen für die Angaben sind vermerkt.
Quelle des Entenbachs auf etwa 510 m ü. NHN etwa hundert Meter östlich des Weilers Hinterlengenberg unter dessen Flurkuppe am Hangabfalls im beginnenden Wald. Der Bach fließt durchwegs etwa ostwärts.
- Durchfließt auf etwa 478,1 m ü. NHN[LUBW 6] einen Teich am Rand der Waldlichtung Schleich, unter 0,1 ha.
- Sekretärsbach, von rechts und Südwesten auf etwa 454 m ü. NHN in der Wiesenaue Gabelweiher zwischen dem Ölbuck im Norden und Gablenbuck im Süden, 0,8 km und ca. 0,3 km². Entspringt auf etwas unter 500 m ü. NHN im beginnenden Wald unter dem Hinterlengenberger Hirtenfeld.
  -  Durchfließt auf etwa 467–457 m ü. NHN im Wald die drei angestauten Sekretärweiher, 0,1 ha, 0,5 ha und 0,2 ha.
- Gabelbach, von rechts und Westsüdwesten auf etwa 446 m ü. NHN unmittelbar vor einem durchstochenen Weiherdamm, 1,2 km und ca. 0,8 km². Entspringt auf etwas unter 500 m ü. NHN unterhalb des Hirtenfeldes im Wald.
  -  Durchfließt auf etwa 467 m ü. NHN einen Teich an einem Waldwegedreieck zwischen Gablenbuck links und Altem Brand rechts, unter 0,1 ha.[LUBW 7]
- Henkelbach, rechts und Südosten auf etwa 435 m ü. NHN am Henkelweg von Rotenbach, 0,9 km und ca. 0,4 km². Entsteht auf etwa 464 m ü. NHN im Osten des Alten Brands nahe dem Flurrand.
  -  Durchfließt auf etwa 440 m ü. NHN einen Stauteich im Henkel kurz vor dem Ortseintritt nach Rotenbach, 0,1 ha.

Mündung des Entenbachs von rechts und Westen auf etwa 433 m ü. NHN in Rotenbach in den Rotenbach nur etwa 200 Meter vor dessen eigener. Der Entenbach ist 2,8 km lang und hat ein 2,8 km² großes Einzugsgebiet.

## Schutzgebiete
Die offenen Landschaftsanteile im Entenbachtal selbst ab dem Eintritt in die Auenflur Gabelweiher gehören fast ganz zum Landschaftsschutzgebiet Rotenbachtal-Sekretärweiher.

### LUBW
Amtliche Online-Gewässerkarte mit passendem Ausschnitt und den hier benutzten Layern: Lauf und Einzugsgebiet des Entenbachs

Allgemeiner Einstieg ohne Voreinstellungen und Layer: Daten- und Kartendienst der Landesanstalt für Umwelt Baden-Württemberg (LUBW) (Hinweise)
1. 1 2 3 4  Höhe nach dem Höhenlinienbild auf dem Hintergrundlayer Topographische Karte.
2. 1 2  Länge nach dem Layer Gewässernetz (AWGN).
3. 1 2  Einzugsgebiet nach dem Layer Basiseinzugsgebiet (AWGN).
4. ↑  Seefläche nach dem Layer Stehende Gewässer.
5. ↑  Einzugsgebiet abgemessen auf dem Hintergrundlayer Topographische Karte.
6. 1 2  Höhe nach schwarzer Beschriftung auf dem Hintergrundlayer Topographische Karte.
7. ↑  Seefläche abgemessen auf dem Hintergrundlayer Topographische Karte.
8. ↑  Landschaftsschutzgebiet nach dem einschlägigen Layer.

### Andere Belege
1. ↑  Hansjörg Dongus: Geographische Landesaufnahme: Die naturräumlichen Einheiten auf Blatt 171 Göppingen. Bundesanstalt für Landeskunde, Bad Godesberg 1961. → Online-Karte (PDF; 4,3 MB)
2. ↑  Geologie grob nach: Mapserver des Landesamtes für Geologie, Rohstoffe und Bergbau (LGRB) (Hinweise)